# Гови
Гови (Santoo Govi) — гитарист, исполняющий медитативную музыку в стиле нью-эйдж и фламенко. Родился в Германии. В настоящее время живёт в Калифорнии (США). По другим данным, живёт на Гавайских островах. Своё настоящее имя не раскрывает и работает под псевдонимом, что свойственно для многих исполнителей медитативной музыки.

## Карьера
В юношеском возрасте играл на гитаре в нескольких молодёжных группах, после чего пришёл в профессиональную музыку и объездил со своим коллективом всю Германию. Был победителем немецкого Национального конкурса музыкальных групп.
В течение 8 лет жил в Индии, где познакомился с индийской культурой.
Был учеником Ошо. В ашраме Ошо в Пуне познакомился с Дойтером и Карунешем, стоявшим у истоков музыки в стиле нью-эйдж.
Пик популярности его творчества пришёлся на 90-е годы XX века, когда музыка фламенко переживала второе рождение. В этот период Гови записал такие альбомы, как Passion & Grace (Страсть и изящество) и Andalusian Night (Андалусская ночь).
В 1997 году Гови записал свой пятый по счёту альбом — Гитарная Одиссея (Guitar Odyssey), в котором смешал вместе карибские ритмы, фламенко, индейские мелодии, добавив в свою музыку немного восточной созерцательности и медитативного блаженства. Этот альбом стал одним из самых успешных в его творчестве, — в хит-параде журнала "Billboard" альбом вошёл в десятку лучших нью-эйджевских альбомов за 1997 год и занял почётное третье место.
Каждый новый альбом Гови старается делать не похожим на предыдущие:

"Я не хочу повторяться, — говорит Гови. — И я не знаю, что сделаю дальше. Люди говорят, что их трогает моя музыка. Для того, чтобы сделать что-то в студии, вы должны идти в пространство "не ума". Затем вы выплёскиваете магию на ленту, иначе вы просто извлекаете звуки".

В 2002 году Гови и Карунеш записали совместный альбом — Nirvana Cafe.

## Инструменты
Кроме синтезатора, Гови использует также традиционные инструменты:
- Акустическая гитара
- Электрическая гитара
- Мандолина
- Укулеле (гавайская гитара)
- Виолончель
- Ситар

## Альбомы
- Sky High (1988)
- Heart of a Gypsy (1989)
- Cuchama (1993)
- Passion & Grace (1995)
- Guitar Odyssey (1997)
- No Strings Attached: Govi at his Exuberant Best (1999)
- Andalusian Nights (1999)
- Seventh Heaven (2000)
- Your Lingering Touch: Govi at his Romantic Best (2001)
- Mosaico (2002)
- Saffron & Silk (2004)
- Havana Sunset: The Best of Govi (2005)
- Jewel Box (2007)
- Touch Of Light (2008)
- Guitarra Mistica (2011)
- Pure At Heart (2013)
- The High Road (2015)
- Luminosity (2018)

## Интересные факты
- На альбомах Гови можно обнаружить музыку Карунеша и Дойтера. И наоборот, на альбомах Дойтера и Карунеша можно найти музыку Гови, так как они вместе записывают многие свои альбомы[6][7].